# جوش ديفيز
جوش ديفيز (بالإنجليزية: Josh Klein-Davies)‏ (6 يوليو 1989 برستل المملكة المتحدة - ) هو لاعب كرة قدم بريطاني يلعب كمهاجم.

## وصلات خارجية
جوش ديفيز على موقع قاعدة بيانات كرة القدم.إي يو (الإنجليزية)
- جوش ديفيز على موقع Soccerbase.com (لاعب) (الإنجليزية)